# Campionati europei di ginnastica artistica femminile 2012
I XXIX Campionati europei femminili di ginnastica artistica sono stati la 29ª edizione dei Campionati europei di ginnastica artistica, riservata alla categoria femminile. Si sono svolti nella Brussels Expo dell'Atomium di Bruxelles, Belgio, dal 9 al 13 maggio 2012. Gli Europei erano l'ultima importante competizione prima delle Olimpiadi di Londra 2012. Hanno preso parte alla gara oltre 250 ginnaste provenienti da 40 paesi.

## Programma
| Giorno    | Ora (UTC+2)   | Evento                      |
| --------- | ------------- | --------------------------- |
| 9 maggio  | 13:00 – 20:30 | Qualificazioni juniores     |
| 10 maggio | 10:00 – 19:25 | Qualificazioni senior       |
| 11 maggio | 19:00 – 21:15 | Concorso individuale junior |
| 12 maggio | 15:00 – 17:15 | Concorso a squadre senior   |
| 13 maggio | 9:00 – 12:30  | Finali ad attrezzo juniores |
| 13 maggio | 14:00 – 17:00 | Finali ad attrezzo senior   |

## Podi

### Senior
| Evento                            | Oro                                                                             | Punti   | Argento                                                                                      | Punti   | Bronzo                                                                                    | Punti   |
| Concorso a squadre (dettagli)     | Romania Larisa Iordache Cătălina Ponor Diana Bulimar Sandra Izbașa Raluca Haidu | 176,288 | Russia Anastasija Grišina Alija Mustafina Viktorija Komova Anastasija Sidorova Marija Paseka | 175,536 | Italia Erika Fasana Vanessa Ferrari Carlotta Ferlito Francesca Deagostini Giorgia Campana | 171,430 |
| Corpo libero (dettagli)           | Larisa Iordache                                                                 | 15,233  | Cătălina Ponor                                                                               | 14,633  | Hannah Whelan                                                                             | 14,533  |
| Volteggio (dettagli)              | Sandra Izbașa                                                                   | 14,883  | Oksana Chusovitina                                                                           | 14,683  | Giulia Steingruber                                                                        | 14,624  |
| Parallele asimmetriche (dettagli) | Viktorija Komova                                                                | 15,666  | Anastasija Grišina                                                                           | 15,200  | Natalija Kononenko                                                                        | 15,133  |
| Trave (dettagli)                  | Cătălina Ponor                                                                  | 15,200  | Larisa Iordache                                                                              | 15,133  | Hannah Whelan                                                                             | 14,333  |

### Junior
| Evento                            | Oro                                                                                              | Punti   | Argento                                                                 | Punti   | Bronzo                                                                                     | Punti   |
| Concorso a squadre (dettagli)     | Russia Marija Charenkova Evgenija Šelgunova Viktorija Kuz'mina Ekaterina Baturina Julija Tipaeva | 167,330 | Italia Enus Mariani Elisa Meneghini Lara Mori Tea Ugrin Alessia Leolini | 164,031 | Romania Andreea Munteanu Ștefania Stănilă Miriam Aribăşoiu Cristina Tudorache Silvia Zarzu | 161,037 |
| Concorso individuale (dettagli)   | Enus Mariani                                                                                     | 56,256  | Evgenija Šelgunova                                                      | 55,199  | Andreea Munteanu                                                                           | 54,857  |
| Corpo libero (dettagli)           | Marija Charenkova                                                                                | 14,233  | Silvia Zarzu                                                            | 13,933  | Gabrielle Jupp Andreea Munteanu                                                            | 13,900  |
| Volteggio (dettagli)              | Chantysha Netteb                                                                                 | 14,133  | Ștefania Stănilă                                                        | 13,866  | Marija Charenkova                                                                          | 13,699  |
| Parallele asimmetriche (dettagli) | Sophie Scheder                                                                                   | 14,566  | Viktorija Kuz'mina                                                      | 14,466  | Evgenija Šelgunova                                                                         | 14,366  |
| Trave (dettagli)                  | Marija Charenkova                                                                                | 14,766  | Andreea Munteanu                                                        | 14,433  | Elisa Meneghini                                                                            | 14,233  |

## Medagliere
| Posizione | Paese         | Oro | Argento | Bronzo | Totale |
| --------- | ------------- | --- | ------- | ------ | ------ |
| 1         | Romania       | 4   | 5       | 2      | 11     |
| 2         | Russia        | 4   | 4       | 2      | 10     |
| 3         | Italia        | 1   | 1       | 2      | 4      |
| 4         | Germania      | 1   | 1       | 0      | 2      |
| 5         | Paesi Bassi   | 1   | 0       | 0      | 1      |
| 6         | Gran Bretagna | 0   | 0       | 3      | 3      |
| 7         | Ucraina       | 0   | 0       | 1      | 1      |
| 7         | Svizzera      | 0   | 0       | 1      | 1      |
| Totale    | Totale        | 11  | 11      | 11     | 33     |